# Кастелбианко
Кастелбиа̀нко (на италиански: Castelbianco; на лигурски: Castregianco, Кастреджанко) е община в Северна Италия, провинция Савона, регион Лигурия. Разположена е на 162 m надморска височина. Населението на общината е 322 души (към 2011 г.).
Административен център на общината е село Вераво (Veravo).